# Longueira / Almograve
Longueira/Almograve est une freguesia portugaise située dans la commune d'Odemira. Elle a été créée en 2001 à la suite du démembrement de la paroisse de São Salvador. Sa superficie est de 91,69 km2 selon le recensement  de 2021, Longueira / Almograve comptait 2 338 habitants et devenait la paroisse ayant connu la plus forte croissance démographique au Portugal (+72,4% par rapport à 2011).

## Description
Située entre la plaine côtière et la mer, Longueira / Almograve inclut les subdivisions de Longueira, Cruzamento do Almograve et Almograve. Elle fait partie du parc naturel du sud-ouest de l'Alentejo et de la côte vicentina. Son territoire s'étend entre la mer et la rive sud du fleuve Mira (en aval d'Odemira et en amont de Vila Nova de Milfontes). Sa côte présente de belles plages de sable nichées dans les falaises (plage d'Almograve et plage des Furnas à l'embouchure du Mira).

## Économie
L'économie locale repose sur l'agriculture, l'élevage, la pêche (près d'Almograve se trouve le port de pêche de Lapa de Pombas) et le tourisme. En 1991, la commune a acheté le moulin à vent de Longueira construit au début des années 1920. Après sa restauration, un meunier a été engagé pour exploiter le moulin de façon traditionnelle. Le moulin est également ouvert aux habitants qui peuvent y acheter de la farine ou moudre eux-mêmes leur grain moyennant une participation de 15 % sur la quantité de céréales utilisée. Le moulin sert également à des fins touristiques et pédagogiques, accueillant souvent des élèves pour des visites d'étude et des ateliers.
Le troisième dimanche d'août, une foire et une fête religieuse dédiée à Nossa Senhora dos Navegantes ont lieu à Longueira.
Le 14 juillet 1989, une catastrophe environnementale majeure s'est produite sur la côte de l'Alentejo lorsque le navire Marão a eu un accident en entrant dans le port de Sines. La marée noire qui s'est ensuivie a affecté la plage d'Almograve.

## Démographie
| Date | Nombre d'habitants | ±%       |
| ---- | ------------------ | -------- |
| 2011 | 1 356              | —        |
| 2021 | 2 338              | + 72,4 % |

## Patrimoine

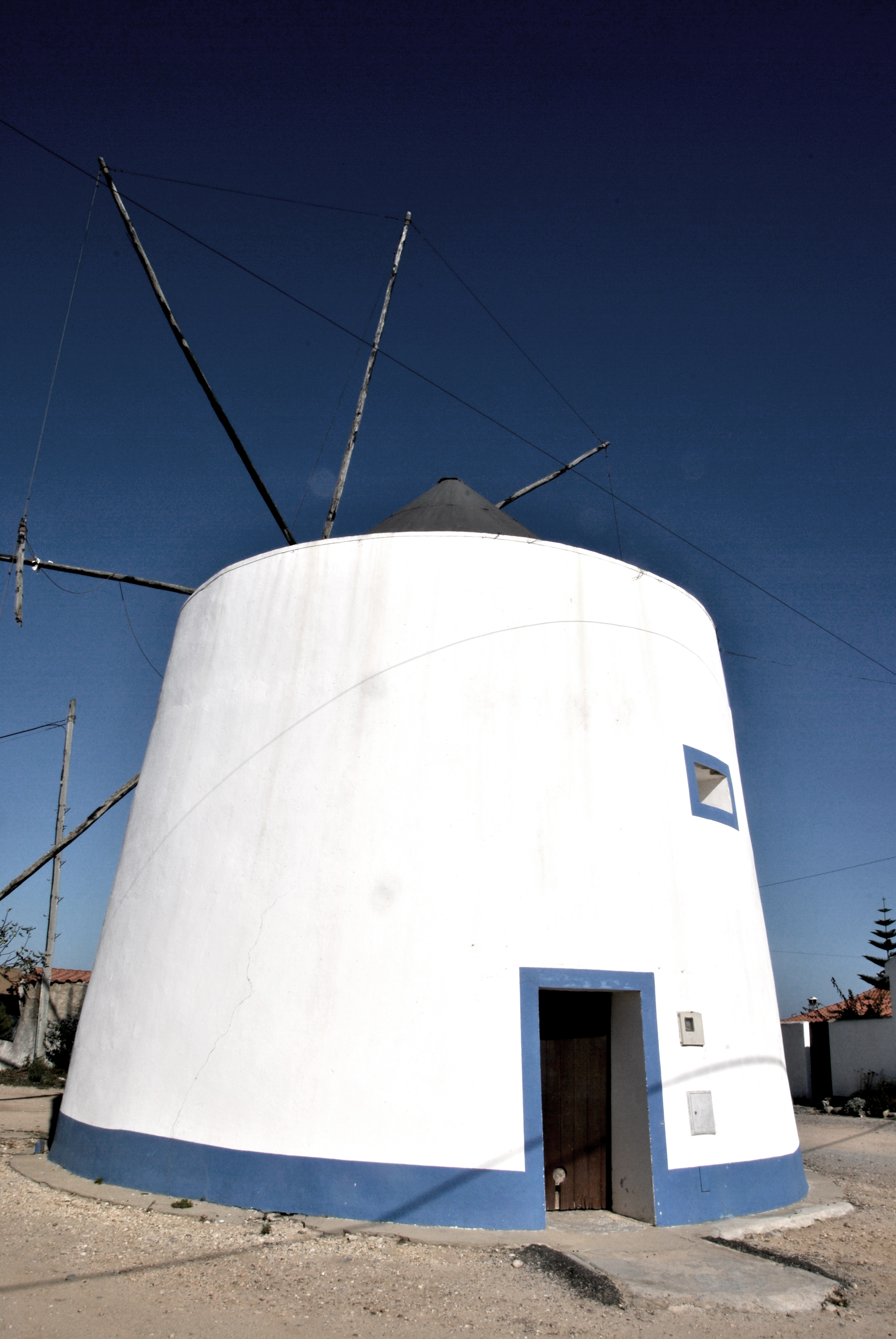
Moulin à vent de Longueira.

- Site archéologique de Foz dos Ouriços
- Domaine de Vila Formosa
- Église d'Almograve
- Moulin à vent de Longueira